# 浅野長喬
浅野 長喬（あさの ながたか）は、江戸時代中期の大名。通称は玄蕃、舎人。安芸国広島新田藩2代藩主。官位は従五位下・兵部少輔。

## 略歴
初代藩主・浅野長賢の長男として誕生。幼名は鍋次郎。
延享元年（1744年）11月19日、父の死去により家督を継ぐ。寛延2年（1749年）2月15日、9代将軍徳川家重に拝謁する。同年12月18日、従五位下・兵部少輔に任官する。子に男子がなかったため、明和6年（1769年）12月10日に本家の広島藩から前藩主宗恒の三男（藩主重晟の弟）長員を養嗣子として迎え、その2日後に38歳で死去した。法号は泰潤院。墓所は江戸貝塚の青松寺。

## 系譜
- 父：浅野長賢（1693-1744）
- 母：不詳
- 室：不詳
  - 女子：戸沢正親室 - 初め池田澄時婚約者（婚姻前に死去）、細川立礼婚約者（婚姻前に離縁）
- 養子
  - 男子：浅野長員（1745-1808） - 浅野宗恒の三男